# Dendropsophus leucophyllatus
Dendropsophus leucophyllatus là một loài ếch thuộc họ Nhái bén.
Loài này có ở Bolivia, Brasil, Colombia, Ecuador, Guyane thuộc Pháp, Guyana, Peru, Suriname, và có thể cả Venezuela.
Môi trường sống tự nhiên của chúng là rừng khô nhiệt đới hoặc cận nhiệt đới, rừng ẩm vùng đất thấp nhiệt đới hoặc cận nhiệt đới, xavan ẩm, đầm nước ngọt, và đầm nước ngọt có nước theo mùa.

## Hình ảnh

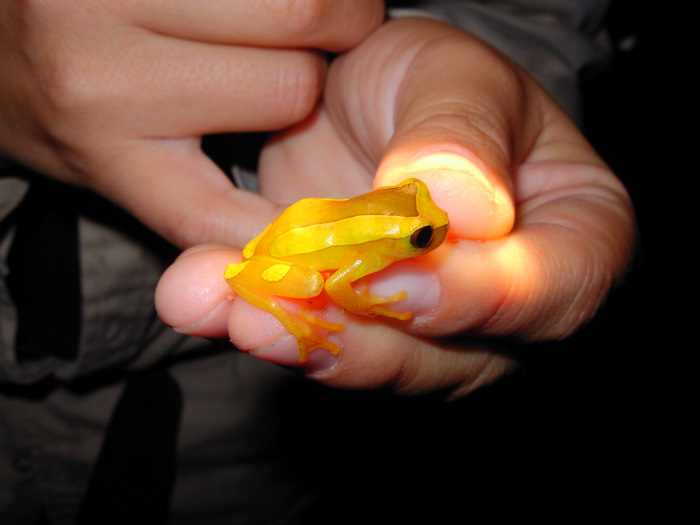